# Konkordanz (Zeitschriften)
Bei Zeitschriftenreihen, zu denen separat eine fremdsprachliche Übersetzung herausgegeben wird, sorgt eine Konkordanz für das leichte Auffinden des übersetzten Artikels in der jeweils anderssprachigen Reihe, z. B. am Ende jeder Ausgabe neben dem Heftindex oder im letzten Heft des Jahrgangs neben dem Jahresregister. Im Gegensatz zum Index stellt die Konkordanz also eine Beziehung zwischen den Sprachversionen eines Artikels in beiden Ausgaben her.
Ein Beispiel aus der Naturwissenschaft ist das deutschsprachige Fachjournal Angewandte Chemie, zu dem es eine parallel erscheinende internationale Ausgabe in Englisch gibt, die „Angewandte Chemie, International Edition“. Da ein Artikel und seine Übersetzung sprachlich bedingt unterschiedliche Längen haben können, ergeben sich unterschiedliche Seitennummern für die Anfangsseiten korrespondierender Artikel in beiden Ausgaben. Zudem haben, bedingt durch den späteren Beginn der International Edition, die gleichen Jahrgänge beider Ausgaben unterschiedliche Bandnummern. Ohne Konkordanz wäre es mitunter recht schwierig, zu einem deutschsprachigen Artikel das englische Pendant aufzufinden.